# Hereditäre sensorische und autonome Neuropathie Typ IV

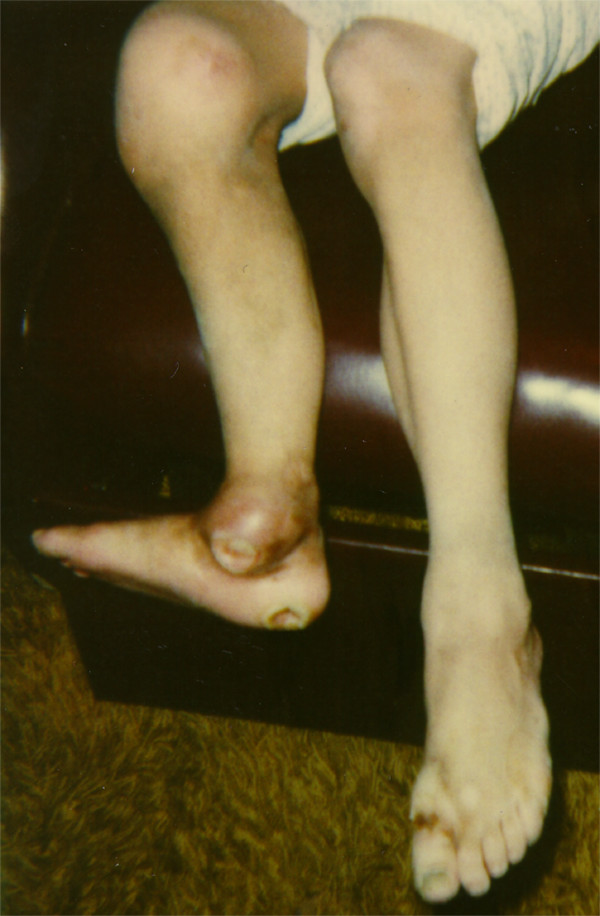
Charcot-Fuß und Charcot-Knie bei einem Jungen mit CIPA

Die hereditäre sensorische und autonome Neuropathie Typ IV, kurz HSAN IV, ist eine extrem seltene vererbbare Krankheit aus der Gruppe der primären Neuropathien. Die Erkrankung wurde 1963 erstmals beschrieben. Im englischsprachigen Raum wird die hereditäre sensorische und autonome Neuropathie auch mit dem Akronym CIPA für „congenital insensitivity to pain and anhidrosis“ bezeichnet. Bisher sind weltweit lediglich mehrere 100 Fälle dokumentiert worden.

## Klinik
In der englischsprachigen Bezeichnung sind die wesentlichen Symptome genannt: Klinisch im Vordergrund steht schon bei der Geburt eine erhebliche Störung des Schmerz- und Temperatursinns sowie eine Anhidrose. Durch die Störung des Schmerz- und Temperatursinns kommt es zu Verbrennungen und Verletzungen; auch selbstverletzendes Verhalten wurde beschrieben. Durch die fehlende Schweißbildung ist die Thermoregulation gestört und es kann zu einer Hyperthermie kommen.
Die Symptome treten meist erst spät im ersten Lebensjahr auf, da sich das CIPA-Syndrom im Gegensatz zu vielen anderen Erkrankungen nicht durch Schmerzen, sondern durch deren Fehlen bemerkbar macht. Betroffene Kinder klagen daher nicht über Schmerzen, sondern werden vielmehr als ruhig wahrgenommen.
Die Erkrankung fällt also erst auf, wenn das Kind nicht auf eine offensichtliche Verletzung reagiert oder sich selbst verletzt. Außerdem kann es zu starken, unerklärlichen Fieberschüben kommen.

## Diagnose
Anhand von neuropathologischen Tests und/oder einer Analyse des NTRK1-Gens kann das CIPA-Syndrom festgestellt werden. Eine Untersuchung der Schweißdrüsen ist nur insofern hilfreich, als diese nicht innerviert sind. Die Struktur der Schweißdrüsen ist jedoch unverändert.

## Genetik
Der Vererbungsgang der Erkrankung ist heterogen, das Syndrom wird autosomal-rezessiv vererbt.
Zugrunde liegt in den meisten Fällen eine Mutation des NTRK1-Gens, das für einen Tyrosinkinaserezeptor aus der Familie der Neurotrophin-Rezeptoren kodiert. Das Gen spielt eine wichtige Rolle für den Wachstumsfaktor bestimmter Neuronen. Dieser Wachstumsfaktor ist als Nervenwachstumsfaktor (nerve growth factor; NGF) bekannt. Somit ist das Gen entscheidend an der Entwicklung und am Überleben des nozizeptorischen Nervensystems beteiligt. Da die Schweißdrüsen im nozizeptorischen Nervensystem innerviert sind, hat das NTRK1-Gen außerdem Auswirkungen auf die Regulierung der Körpertemperatur durch Schweißsekretion. Die Erkrankung ist von großem wissenschaftlichem Interesse, da sich aus diesem Gendefekt  eine wesentliche Beteiligung des NTRK1-Rezeptors an Entwicklung und Funktion von Schmerzwahrnehmung und Schweißregulation ableiten lässt.